# Andreas Mügge (Kardiologe)

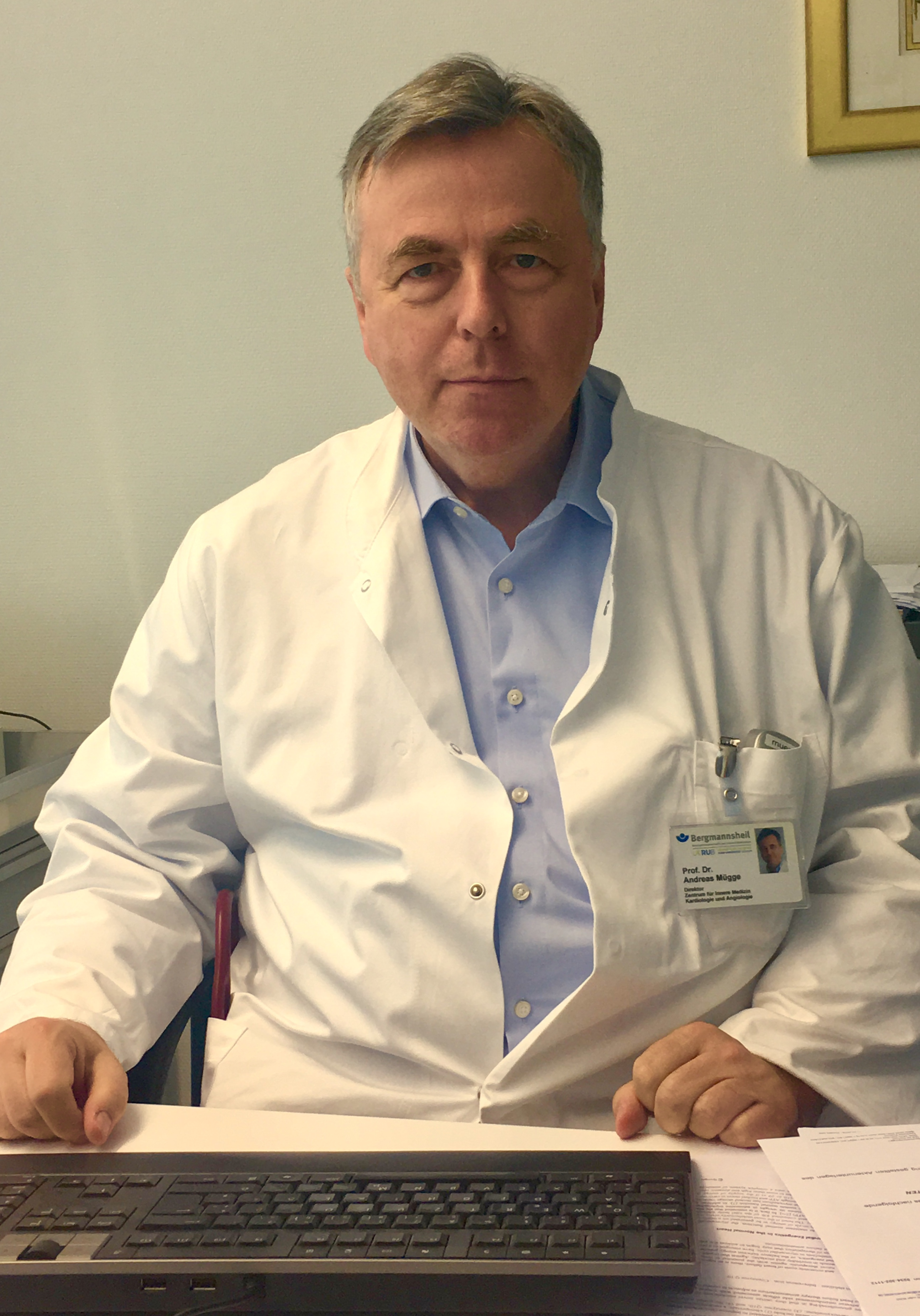
Andreas Mügge (2018)

Andreas Mügge (* 8. September 1956 in Uelzen) ist ein deutscher Kardiologe.

## Leben
Andreas Mügge studierte von 1975 bis 1981 Humanmedizin an der Medizinischen Hochschule Hannover und der University of Glasgow. Im Jahr 1982 promovierte er zum Thema Klinisches Bild der Infektiösen Endokarditis anhand von 101 Patienten. Nach Ableistung seines Grundwehrdienstes als Stabsarzt (1981–1983) war er von 1983 bis 1985 wissenschaftlicher Mitarbeiter am Institut für Pharmakologie der Universität Hamburg. Von 1985 bis 1996 arbeitete er an der Medizinischen Hochschule Hannover und absolvierte die Ausbildung zum Internisten und Kardiologen. 1989–1990 verbrachte er im Rahmen eines DFG-Forschungsstipendiums zwei Jahre am Department of Internal Medicine, Veterans Affairs Medical Center der University of Iowa, Iowa City, USA. 1992 wurde er zum Oberarzt in der Innere Medizin/Kardiologie an der MHH ernannt, im gleichen Jahr habilitierte er sich mit dem Thema Tonusmodulation von Arterien durch das Endothel. Einfluss von Arteriosklerose, Sauerstoffradikalen und aktivierten Leukozyten. Von 1998 bis 2023 war er Professor für Innere Medizin/Kardiologie und Direktor der Medizinischen Klinik II am Universitätsklinikum St. Josef-Hospital der Ruhr-Universität Bochum, von 2002 bis 2024 war er zusätzlich ärztlicher Leiter der Medizinischen Klinik II (Kardiologie, Angiologie) am Universitätsklinikum Bergmannsheil Bochum. Er richtete als Tagungspräsident die 30. Herbsttagung der Deutschen Gesellschaft für Kardiologie im Jahr 2006 in Nürnberg aus. Nach Beendigung seiner klinischen Tätigkeit ist er wissenschaftlicher Berater im Labor für Experimentelle und Molekulare Kardiologie an der Ruhr-Universität Bochum.

## Wissenschaftliche Schwerpunkte
Andreas Mügge widmete sich in seiner Forschung der Systematisierung psychodynamischer Vorgänge mittels EEG-Spektralanalysen sowie der kardiovaskulären Physiologie. Außerdem konnte er den funktionellen Nachweis von α1- und ß2-Adrenozeptoren im menschlichen Myokard erbringen. Ein weiterer Schwerpunkt seiner Arbeit lag auf der kardialen Bildgebung mit Fokus auf die transthorakale und transösophageale Echokardiografie sowie der Diagnostik der infektiösen Endokarditis. Im Bereich der vaskulären Biologie untersuchte er die Endothelfunktion und ihre Wechselwirkungen mit Thrombozyten und Leukozyten sowie die Pathophysiologie endothelialer Dysfunktion bei Arteriosklerose. Darüber hinaus untersuchte er die molekularen Mechanismen angeborener und erworbener Herzmuskelerkrankungen.

## Publikationen (Auswahl)
- Machleidt W, L Gutjahr, A Mügge: Grundgefühle: Phänomenologie, Psychodynamik, EEG-Spektralanalytik. Springer-Verlag, Berlin, Heidelberg, New York, 1989 https://doi.org/10.1007/978-3-642-83906-1.
- Daniel WG, I Kronzon, A Mügge (Hrsg.): Cardiogenic Embolism. Lippincott Williams & Wilkins, Philadelphia, 1996, ISBN 978-0-683-02359-6
- Geerlings W, Mügge A (Hrsg.): Das Herz. Organ und Metapher. Schöningh Verlag, Paderborn, 2005, ISBN 978-3-506-71364-3
- Geerlings W, Mügge A (Hrsg.): Gesundheit – Geisteswissenschaftliche und Medizinische Aspekte. Lit Verlag, Berlin-Münster-Wien-Zürich-London, 2009, ISBN 978-3-643-10026-9
- Gahl K, Mügge A: Diagnostik der infektiösen Endokarditis. In: Infektiöse Endokarditis, K Gahl (Hrsg.), pp 100-107, Steinkopff Verlag, Darmstadt, 1984, ISBN 978-3-7985-0610-7
- Mügge A, Stottmeister C, Bargheer K, Daniel WG: Echocardiographic diagnosis of cardiac and paracardiac mass lesions. In: Clinical Transesophageal Echocardiography, Dittrich HC (ed.), Mosby Year Book, 1992, pp 85-96, ISBN 978-0-8016-1211-4
- Mügge A, Daniel WG: Transesophageal echocardiography.  In: Principles and Practice of Intensive Care Monitoring (MJ Tobin, ed.), McGraw-Hill Inc., New York, London, Paris, 1997, pp. 931-962, ISBN 978-0-07-065094-7
- Mügge A: Infektiöse Endokarditis.  In: Flachskamp F. Praxis der Echokardiografie. Georg Thieme Verlag, 4. Auflage, 2022; Kapitel 19, ISBN 978-3-13-129624-5

## Auszeichnungen und Ehrungen (Auswahl)
- 1998: Arthur-Weber-Preis der Deutschen Gesellschaft für Kardiologie[18]
- 2002–2005: Gast-Professur, Wuhan University, P.R. China
- 2009: Gast-Professur, Hunan Normal University, P.R. China[19]